# Stor-Kråkvattnet
Stor-Kråkvattnet är en sjö i Skellefteå kommun i Västerbotten och ingår i Mångbyån-Kålabodaåns kustområde. Sjön har en area på 0,264 kvadratkilometer och ligger 32 meter över havet. Sjön avvattnas av vattendraget Lövseleån.

## Delavrinningsområde
Stor-Kråkvattnet ingår i det delavrinningsområde (715076-176169) som SMHI kallar för Ovan Brännkälsbäcken. Medelhöjden är 44 meter över havet och ytan är 13,34 kvadratkilometer. Det finns inga avrinningsområden uppströms utan avrinningsområdet är högsta punkten. Avrinningsområdets utflöde Lövseleån mynnar i havet. Avrinningsområdet består mestadels av skog (83 procent). Avrinningsområdet har 0,26 kvadratkilometer vattenytor vilket ger det en sjöprocent på 1,9 procent.